# Sander Vos
Pour les articles homonymes, voir Vos.
Sander Vos, né le 31 janvier 1967 à Utrecht (Pays-Bas), est un monteur néerlandais.

## Biographie
Sander Vos est diplômé en 1991 de l'Académie néerlandaise du cinéma et de la télévision en réalisation et en montage.
L'année où il obtient son diplôme, il monte le film De tranen van Maria Machita qui remporte le Veau d'or du meilleur court métrage, le Tuschinski Film Award et le prix de la ville d'Utrecht.
En 1998, il est nommé pour le Veau d'or du meilleur montage pour la période 1992–1998. Les films qu'il a montés sont : Tot ziens!, Le Cheval de Saint Nicolas et Beyond the Game. Deux de ses films sont nommés pour un Oscar : Zus & Zo et Paradise Now. Il co-écrit également le film De vlinder tilt de kat op de Willeke van Ammelrooy.
Sander Vos est membre actif de l'Association néerlandaise des monteurs de cinéma.
Sander est fils de l'artiste Peter Vos:

## Filmographie partielle

### Au cinéma
- 1990 : Spelen of sterven
- 1992 : Ivanhood
- 1995 : Filmpje!
- 1995 : Tot ziens
- 1996 : Sur place
- 1997 : All Stars
- 1998 : Celluloid blues
- 2001 : Vergeef me
- 2001 : Zus et Zo
- 2002 : Moonlight (en)
- 2004 : Beat
- 2004 : Milan en de zielen
- 2004 : Verborgen gebreken
- 2005 : Le Cheval de Saint Nicolas
- 2005 : Paradise Now
- 2005 : Zwarte zwanen
- 2007 : Blind
- 2008 : Tiramisu
- 2008 : Shanghai Trance
- 2009 : Alles stroomt
- 2010 : R U There
- 2011 : All Stars 2: Old Stars
- 2011 : Ingrid Jonker (Black Butterflies)
- 2011 : Club Zeus
- 2012 : De ontmaagding van Eva van End
- 2012 : The Domino Effect
- 2012 : Tony 10
- 2014 : Afscheid van de Maan
- 2015 : Full Contact (en)
- 2016 : Tonio
- 2017 : Bram Fischer
- 2017 : Quality Time
- 2017 : Sing Song
- 2019 : Dirty God
- 2019 : Kapsalon Romy
- 2020 : La Baie du silence (The Bay of Silence)

## Récompenses

### Veaux d'or
- 2005 : Paradise Now
- 2011 : Ingrid Jonker (Black Butterflies)
- 2016 : Full Contact (en)
- 2017 : Tonio